# 相模 (戦艦)
|                | |
| 艦歴           | |
| 発注           | サンクトペテルブルク造船所 |
| 起工           | 1895年11月21日 |
| 進水           | 1898年5月19日 |
| 就役           | 1901年8月 |
| 改名および編入 | 1905年8月28日 |
| 除籍           | 1916年4月4日 |
| その後         | 1917年1月4日戦没 |
| 性能諸元       | |
| 排水量         | 基準：12,674 トン 満載：13,500トン |
| 全長           | 129.2メートル |
| 全幅           | 21.8メートル |
| 吃水           | 8.3メートル |
| 機関           | ベルヴィール式石炭専焼水管缶 +垂直型三段式レシプロ機関(VTE)3基3軸推進 |
| 最大 出力      | 14,500 馬力 |
| 燃料           | 石炭 2,056トン |
| 最大 速力      | 18ノット |
| 航続 距離      | 10ノット/10,000海里（満載時） |
| 乗員           | 783名 |
| 兵装           | 25.4cm（45口径）連装砲2基 4門 15.2cm（45口径）単装速射砲10基 10門 8cm単装速射砲16基 16門 45cm 魚雷発射管 4門 |
| 装甲           | 舷側：229mm（機関区側面）、178mm（主砲塔側面） 主甲板：37mm（水平面）、63mm（傾斜部）、76mm（艦首尾部） 最上甲板：19mm 主砲塔：229mm（前盾）、229mm（側盾）、37mm（天蓋） 副砲砲郭部：127mm（最大厚） バーベット：203mm（最大厚） 司令塔：152mm（最大厚） |

相模（さがみ）は、日本海軍に所属した戦艦。
元は、帝政時代のロシア海軍の戦艦ペレスヴェート（ロシア語:Пересвет）、日本海軍の法令上はペレスウェート、日露戦争（旅順攻囲戦）において沈没。その後、日本海軍に鹵獲されたものである。
艦名は旧国名「相模国」にちなむ。
明治天皇に奏聞した候補艦名に「阿波」があった。

## 艦歴

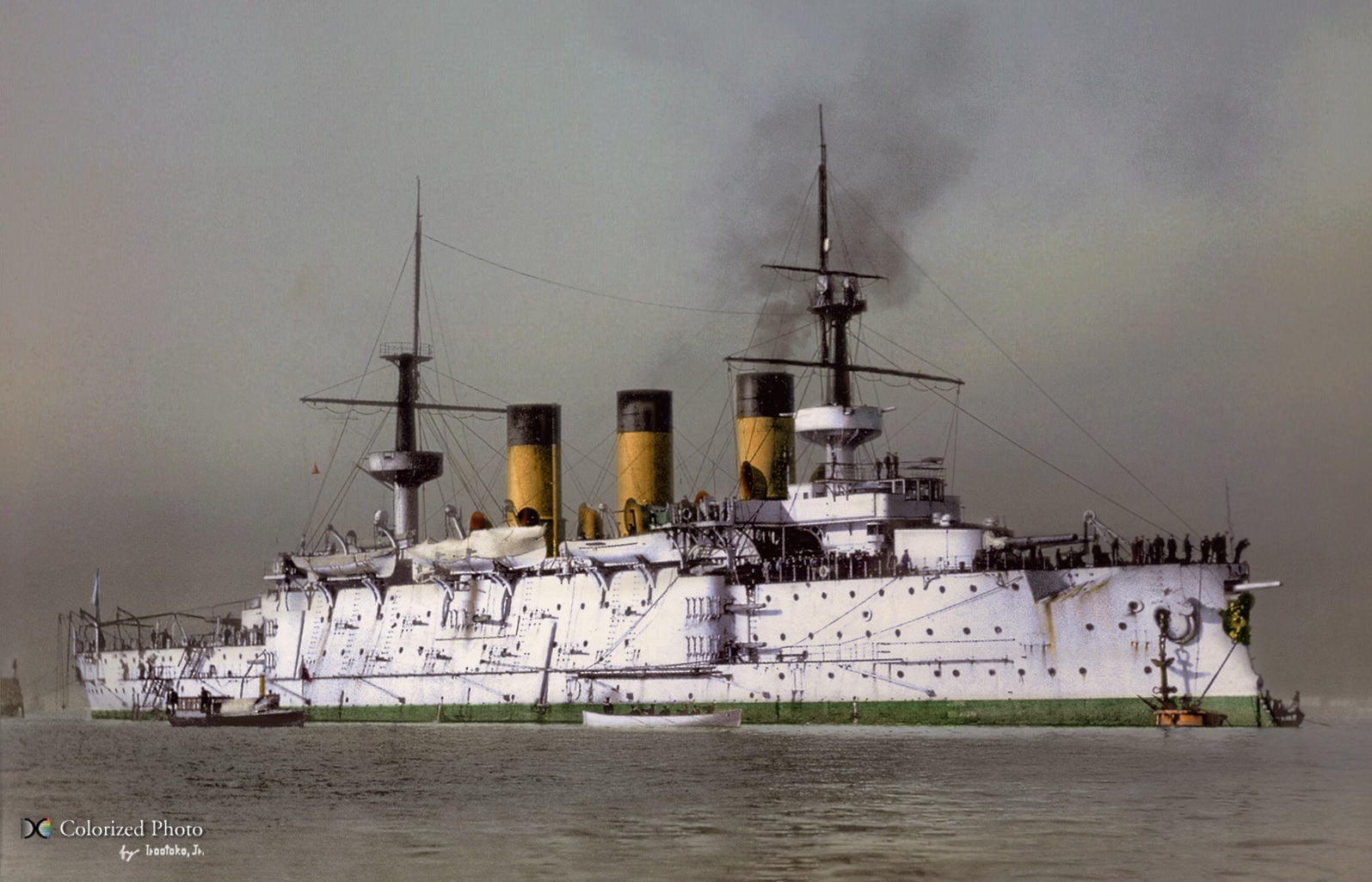
ロシア海軍の戦艦ペレスヴェート（1901年）

### 「ペレスヴェート」
サンクトペテルブルクのBaltic Worksで建造。1895年建造開始。同年11月9日/11月21日起工。1898年5月7日/19日進水。
1901年6月、サンクトペテルブルクで竣工。同年10月11日/10月24日、極東に向け出港。1902年３月27日/4月9日に旅順に到着した。旅順艦隊に所属。
1904年1月27日/2月9日未明、「ペレスヴェート」などの艦艇が旅順港外に停泊していたところを日本の駆逐隊が襲撃し、戦艦「ツェサレーヴィチ」、「レトヴィザン」と巡洋艦1隻が被雷。次いで同日昼には日本海軍の第一戦隊（三笠、朝日、富士、八島、敷島、初瀬）、第二戦隊（出雲、吾妻、八雲、常盤、磐手）、第三戦隊（笠置、千歳、高砂、吉野）がロシア側と交戦した。この戦闘では「ペレスヴェート」は被弾しなかった。
3月9日/3月22日、日本の戦艦「富士」、「八島」が老鉄山越しに旅順港内を砲撃する間接射撃を行い、それに対して「ペレスヴェート」と戦艦「ポベーダ」と「レトヴィザン」が応射した。
2月27日/3月11日と3月13日/26日、戦艦「セヴァストーポリ」と衝突。
6月10日/6月23日、「ペレスヴェート」を含むロシア艦隊は出港したが、日本艦隊と遭遇すると引き返した。この際、戦艦「セヴァストーポリ」が触雷している。
1904年7月28日/8月10日の黄海海戦ではパーヴェル・ウフトムスキー少将が坐乗し本隊の4番艦として参加。艦隊司令長官ヴィリゲリム・ヴィトゲフト少将の戦死後は嚮導艦となったため集中砲火を浴び大損害を受けた。
日本軍は黄海海戦の前ごろから砲台からの港内砲撃を開始しており、「ペレスヴェート」は7月27日/8月9日に損害を受けた。9月16日/9月29日には1発、9月17日/9月30日には4発被弾（少なくとも4，7インチ砲弾と5.9インチ砲弾6発とも）。その後も被弾は続き、10月8日/10月21日には機関が、10月30日/11月12日には艦長室やその周辺が破壊された。
11月22日/12月5日に203高地の左右の頂上が日本軍に占領されると、そこに観測所を設置した日本軍の砲撃で港内のロシア艦艇は撃沈されていく。11月24日/12月7日、11インチ砲弾10発を受けた「ペレスヴェート」はキングストン弁を開いて自沈した。

### 「相模」
1905年（明治38年）1月1日、旅順要塞降伏にともない日本海軍に捕獲される。5月15日から6月29日にかけて浮揚作業を実施した。
8月17日、3隻（ペレスウェート、日本丸、薄雲）は旅順港を出発する。ペレスウェートは自力で日本に向かった。
日本本土へ回航中の8月22日附で他の戦利艦と共に軍艦籍に編入および改名、本艦は「相模」と命名される。一等戦艦に類別。
8月23日、佐世保に到着。9月13日、佐世保を出発して9月16日に横須賀へ到着。その後、横須賀海軍工廠で大修理を実施した。
9月21日、松山捕虜収容所で元ペレスウェート艦長が死去する。艦長が亡くなるまで献身的な看護をおこなった日本人看護婦4名に対し、ロシア帝国は功労銀メダルを授与した。
10月23日、東京湾で凱旋観艦式（明治天皇御召艦浅間、先導艦八重山）が行われる。元ロシア海軍艦艇（相模《ペレスウェート》、丹後《ポルタワ》、壱岐《インペラートル・ニコライ一世》、沖島《ゲネラル・アプラクシン》、見島《アドミラル・セニャーウィン》）等も凱旋観艦式に参列した。
12月12日、日本海軍は艦艇類別等級表を改定。戦艦の等級廃止にともない、当時日本海軍が保有していた9隻（富士、敷島、朝日、三笠、石見、相模、丹後、肥前、周防）が『戦艦』に類別される。
1908年（明治41年）秋頃、横須賀工廠での修理工事完了。旧ペレスウェート級2隻（ペレスウェート、ポピエダ）は軍艦「相模」と「周防」となり、日本海軍艦艇として活動することになった。
1909年（明治42年）9月2日、裕仁親王（当時8歳、後日昭和天皇）、雍仁親王、宣仁親王達は横須賀鎮守府を訪れる。上村彦之丞横須賀鎮守府司令長官等の案内で、裕仁親王達は「相模」（艦長上村翁輔大佐）に乗艦、本艦を見学した。
1912年（大正元年）8月28日、日本海軍は艦艇類別等級表の改訂を実施。「相模」は一等海防艦（7000トン以上）に類別変更される。
その後、日露親善のためロシア側に返還することとなった。
1916年（大正5年）4月4日、3隻（相模、宗谷、丹後）は軍艦籍より除籍。艦艇類別等級表からも削除。

### 「ペレスヴェート」
1916年3月21日/4月3日、ウラジオストクに到着。3月23日/4月5日にロシアに引き渡され、艦名は「ペレスヴェート」に戻された。「ペレスヴェート」は装甲巡洋艦に類別された。
5月10日/5月23日、ウラジオストク沖で座礁。巡洋艦「笠置」が横須賀海軍工廠と舞鶴工廠の職工を遭難現場まで移送した。6月26日/7月9日、日本海軍により浮揚。8月に舞鶴工廠で修理を行った。
その後「ペレスヴェート」は白海へ向かう。1916年12月22日/1917年1月4日、ポートサイド出港後に「ペレスヴェート」は1発ないし2発の機雷に触れ沈没した。116名ないし167名が死亡した。機雷はドイツ潜水艦「U73」が敷設したものであった。

## 艦長
※『日本海軍史』第9巻・第10巻の「将官履歴」及び『官報』に基づく。
日本海軍
- 土屋光金 大佐：1908年4月20日 - 12月10日
- 上村翁輔 大佐：1909年5月22日 - 1911年9月2日
- （兼）江口麟六 大佐：1911年9月2日 - 9月21日
- （兼）土山哲三 大佐：1911年9月21日 - 12月9日
- 平岡貞一 大佐：1912年4月20日 - 1912年12月1日
- 小黒秀夫 大佐：1913年4月1日 - 1914年5月29日
- 布目満造 大佐：1914年5月29日 - 1915年10月1日
- 小山田仲之丞 大佐：1915年10月1日 - 12月13日
- 関重孝 大佐：1915年12月13日 - 1916年4月4日

## 同型艦
- ペレスヴェート級戦艦
  - オスラビア（日本海海戦で沈没）[69]
  - ポベーダ（日本海軍編入後は周防）[53]